# Jauhien Mielnikau
Jauhien Alaksandrawicz Mielnikau (biał. Яўген Аляксандравіч Мельнікаў, ros. Евгений Александрович Мельников, Jewngienij Aleksandrowicz Mielnikow; ur. 12 listopada 1950 w Sidorowiczach w rejonie mohylewskim) – białoruski działacz państwowy i polityk, sekretarz Komitetu Centralnego Komunistycznej Partii Białorusi; w latach 2008–2012 deputowany do Izby Reprezentantów Zgromadzenia Narodowego Republiki Białorusi IV kadencji.

## Życiorys
Urodził się 12 listopada 1950 roku we wsi Sidorowicze, w rejonie mohylewskim obwodu mohylewskiego Białoruskiej SRR, ZSRR. Ukończył Mińską Wyższą Szkołę Partyjną. Pracę rozpoczął jako pracownik aparatu w cechu regeneracji i metanolizy Mohylewskiego Kombinatu Włókna Syntetycznego. Następnie pracował jako sekretarz cechowej organizacji partyjnej Zakładu Syntezy Organicznej, zastępca sekretarza komitetu partyjnego, sekretarz komitetu partyjnego z prawami komitetu rejonowego, zastępca kierownika, kierownik produkcji towarowo-surowcowej Mohylewskiego Zjednoczenia Produkcyjnego „Chimwołokno”, zastępca przewodniczącego Mohylewskiego Miejskiego Komitetu Wykonawczego, przewodniczący Mohylewskiego Obwodowego Zjednoczenia Radiowo-Telewizyjnego Narodowej Państwowej Kompanii Radiowo-Telewizyjnej Republiki Białorusi, zastępca dyrektora Zakładu Włókna Sztucznego ds. ogólnych, kierownik oddziału zmilitaryzowanej ochrony spółki „Mogilewchimwołokno”, kierownik urzędu ds. pracy ideologicznej i pracy z personelem tej spółki. Pełni funkcję sekretarza Komitetu Centralnego Komunistycznej Partii Białorusi (KPB). Był delegatem na II i III Wszechbiałoruskie Zgromadzenie Ludowe.
27 października 2008 roku został deputowanym do Izby Reprezentantów Zgromadzenia Narodowego Republiki Białorusi IV kadencji z Mohylewskiego-Przemysłowego Okręgu Wyborczego Nr 87, z ramienia KPB. Pełnił w niej funkcję członka Stałej Komisji ds. Praw Człowieka, Stosunków Narodowościowych i Środków Masowego Przekazu. Od 13 listopada 2008 roku był członkiem Narodowej Grupy Republiki Białorusi w Unii Międzyparlamentarnej.

## Odznaczenia
- Podziękowanie Prezydenta Republiki Białorusi[1].

## Życie prywatne
Jauhien Mielnikau jest żonaty, ma syna i córkę.